# Tulnik
Tulnik is een plaats in de gemeente Pleternica in de Kroatische provincie Požega-Slavonië. De plaats telt 35 inwoners (2001).